# Giunta di Valladolid
La Giunta di Valladolid (che diede vita alla Disputa di Valladolid) fu un consiglio di personalità esperte di diritto e di teologia, convocato da Carlo V d'Asburgo in due sessioni distinte tra il 1550 e il 1551 con lo scopo di discutere la natura giuridica e spirituale delle popolazioni native dell'America centrale e meridionale, sottomesse al potere spagnolo, in particolare per dirimere la controversia sulla presenza dell'anima negli indios (poi effettivamente riconosciuta).
A seguito di una lunga polemica sul diritto da parte degli spagnoli di muovere guerra agli indigeni, il 16 aprile 1550 re Carlo V (1500-1558) sospese tutte le esplorazioni e convocò quella che prenderà il nome di Giunta di Valladolid (1550-1551) con lo scopo di creare una solida base teologica e giuridica che legittimasse la conquista del Nuovo Mondo da parte degli spagnoli.
La Giunta di Valladolid vide contrapposte la teoria del frate domenicano Bartolomé de Las Casas, sostenitore dell'incolumità degli indios, e quella dell'umanista Juan Ginés de Sepúlveda, difensore del diritto degli spagnoli a sottomettere i nativi (di uguale posizione era il portoghese fra Tommaso Ortiz che sosteneva che "gli uomini di terraferma delle Indie mangiano carne umana e sono sodomiti più di qualunque altra gente"), in polemica da molti anni, ed ebbe luogo nell'Aula Triste del Palacio de Santa Cruz a Valladolid.

## Precedenti
Nel 1493 la bolla Inter Caetera di papa Alessandro VI e il successivo Trattato di Tordesillas (1494) dividevano il Nuovo Mondo in possedimenti spagnoli e portoghesi. Nella bolla papale Sublimis Deus (1537) papa Paolo III afferma esplicitamente che gli indigeni, in quanto esseri razionali, avevano il diritto alla proprietà e alla libertà.
I tentativi di porre una base legislativa per la conquista del Nuovo Mondo da parte degli spagnoli furono molteplici. Prime fra tutti le Leggi di Burgos, nel 1512, che limitavano il potere dell'encomendero e creavano una base giuridica per la tutela dei diritti dell'indigeno. Questi provvedimenti, però, risultarono inefficaci e nel 1542 vennero promulgate le Leggi nuove, più restrittive rispetto alle precedenti, ma ugualmente inefficaci.
La Giunta di Valladolid venne convocata anche in seguito alle pressioni di Bartolomé de Las Casas. Gli interrogativi sollevati dai frati domenicani sull'uguaglianza tra cristiani e indigeni e sulla legittimità di una guerra risalgono al 1511, anno in cui Antonio de Montesinos sosteneva che i cristiani dovevano comportarsi nei confronti degli indigeni secondo il vangelo; negli anni a venire il dibattito fu sempre più aspro, alimentato soprattutto da ragioni economiche e teologiche. L'influenza più determinante sul pensiero di De Las Casas e Sepúlveda fu però di Francisco de Vitoria (1483/1486 – 1546), al quale si può riconoscere una presenza quantomeno spirituale nel dibattito di Valladolid.

## Il pensiero di Francisco de Vitoria
Francisco de Vitoria è considerato uno dei padri fondatori del diritto internazionale e uno dei maggiori rappresentanti della scuola filosofica di Salamanca.
L'universalizzazione dei diritti concepita da Vitoria si basa sul concetto di guerra giusta elaborato da Tommaso d'Aquino, che viene però reinterpretato in quanto il mondo cristiano è diviso e non ha più un unico capo spirituale in grado di decidere sulla giusta causa di una guerra. Vitoria contesta le giustificazioni in base alle quali si legittima la conquista, anche negli argomenti più accreditati come la bolla Inter Caetera e il Trattato di Tordesillas. Anche le argomentazioni basate sul concetto aristotelico della naturale schiavitù introdotte da John Mair sono contestate da Vitoria, convinto del fatto che gli indigeni, prima dell'arrivo degli spagnoli, governavano legittimamente le loro terre ed era quindi esclusa la schiavitù naturale.
Il suo pensiero è però contraddittorio. È proprio sulla base dell'universalizzazione dei diritti che Vitoria definisce una serie di “titoli legittimi” della conquista, come il diritto di evangelizzare, di commerciare e di diventare cittadini. Se questi diritti venissero negati, allora la guerra sarebbe legittima, in assenza di alternative. Anche nel caso vigano usanze disumane, come i sacrifici umani e il cannibalismo la guerra sarebbe legittima.

## Le argomentazioni della Giunta

### Il pensiero di Bartolomé de Las Casas
Bartolomé de Las Casas, un ex encomendero, è convinto dell'infondatezza della guerra agli indigeni, e ne è convinto a tal punto da legittimare una guerra indigena contro gli spagnoli. Riprende da Vitoria l'idea dei diritti individuali universali e l'attribuzione agli indigeni dello status di padroni delle loro terre. Una guerra agli indigeni, inoltre, non può essere legittimata dalla negazione del diritto alla vita con pratiche come i sacrifici umani o il cannibalismo. Infatti si trovano tracce di queste pratiche anche nell'antichità classica e nelle sacre scritture e inoltre sono tollerate dai membri più saggi e radicate nella cultura di quei popoli, condizione che renderebbe inutile una guerra.

### Il pensiero di Juan Ginés de Sepúlveda
Sepúlveda è di opinione contraria. Riprende la teoria della legittimità della conquista di Vitoria, riproponendo anche la tesi secondo la quale gli indigeni sono servi per natura ridando così valore al concetto aristotelico della naturale schiavitù. Considera la negazione del diritto alla vita e la conversione al cristianesimo come motivi validi per fare la guerra agli indigeni.

## Conclusioni
Non uscì nessun vincitore dalla disputa del 1550, per questo venne nuovamente convocata l'anno seguente, ma la commissione di giuristi e teologi non prese una decisione ed entrambi i contendenti si considerarono vincitori. È da aggiungere, però, che Carlo V sarebbe stato propenso ad accettare la tesi di Bartolomé de Las Casas (impedì la pubblicazione dell'opera del 1544 di Sepúlveda Democrates secundus sive de iustis causis belli apud Indios - Democrate secondo, ovvero sulle giuste cause di guerra contro gli Indios), soprattutto per limitare il potere degli encomenderos, ma non poté prendere provvedimenti incisivi perché assorbito nelle vicende europee.

### Filmografia
- La Controverse de Valladolid, di Jean-Daniel Verhaeghe (regia) e Jean-Claude Carrière (sceneggiatura), 1992.